# 香港自由主义
香港自由主义自1980年代以来成为香港民主运动的驱动力，主要代表是争取香港普选、人权和法治的香港民主派。自由主义是香港两大政治意识形态之一，与建制派主张的香港保守主义相对。
当代香港自由主义兴起于1980年代和1990年代殖民时代末期香港的快速民主化，当时的民主派主张中国主权下的香港自治。1989年天安门广场抗议和屠杀之后。香港自由派获得了大量香港民众支持，并在殖民时代末期的1991年和1995年的首次直接选举中，取得了压倒性的胜利。
在香港回归初期，自由派对北京的独裁政权采取了抵制立场，并引发了2003年反对《基本法》第23条的大规模示威游行。自由派在争取全面民主和维护香港自由价值观以对抗北京日益侵犯香港自治权方面遭遇了内部危机和分裂，导致2010年代香港本土主义兴起、2014年大规模的“占领中环”运动和2019年反送中抗议活动。北京对这场运动的严厉镇压和报复，使得香港自由主义陷入困境。
从历史上看，自由主义作为一种经济哲学，在香港这个珍视私有财产、自由市场和自由贸易的贸易港，有着悠久的传统。自1841年英国将香港设立为自由贸易港以来，香港在历史上一直受到自由放任主义理念的强烈影响。但是，作为一个种族隔离和政治封闭的殖民地，香港的19世纪自由主义改革收效甚微。尽管如此，许多在香港接受过西方教育的中国知识分子成为推动中国现代化的最杰出的自由思想家，其中包括何启、杨衢云和孙中山等革命家。战后初期，港督杨慕琦提出的宪政改革也曾引发一场小规模的自治运动。